# 1870 no desporto

## Eventos
- 18 de julho a 4 de agosto - Torneio de xadrez de Baden-Baden de 1870. O vencedor foi Adolf Anderssen.[1]

## Nascimentos
| Data           | Nome             | Profissão | Nacionalidade | Observações | Ref   |
| -------------- | ---------------- | --------- | ------------- | ----------- | ----- |
| 16 de setembro | John Pius Boland | tenista   | Irlanda       | m. 1958     | [ 2 ] |
| 22 de setembro | Charlotte Cooper | tenista   | Reino Unido   | m. 1966     | [ 3 ] |

## Mortes
| Data | Nome | Profissão | Nacionalidade | Observações | Ref |
| ---- | ---- | --------- | ------------- | ----------- | --- |